# Psychotria pernitida
Psychotria pernitida är en måreväxtart som beskrevs av Ignatz Urban. Psychotria pernitida ingår i släktet Psychotria och familjen måreväxter. Inga underarter finns listade i Catalogue of Life.